# 中央情報局特別活動中心
特別活動中心（英語：Special Activities Center）是美國中央情報局行動處旗下的一個單位，專門負責特別行動，其前身為戰略情報局的特種部隊。該中心內包含了兩個獨立的小組，分別為專門負責戰術性準軍事行動的特别行动组（英語：Special Operations Group）和負責隱蔽政治行動的政治行动组（英語：Political Action Group）。該部門於2016年5月前的名稱為“特別活動部”（Special Activities Division，簡稱：SAD）。
政治和“影響”的秘密行動被用來支持美國的外交政策。對叛亂的一個因素的過度支持往往會適得其反，因為它可能會給當地人民帶來壓力。在這種情況下，秘密援助允許美國在不損害過程中的這些要素的情況下提供幫助。

## 概述
當隱蔽軍事行動和外交行動在政治上不可行的時候，美國總統就可能會動用到特別活動中心。與其他美國特戰單位不同的是，特別活動中心可以直接透過美国總統和国家安全委员会的指示行動。然而，它們擁有的幹員數目比起其他美國特戰單位（如：三角洲部隊和美國海軍特種作戰開發組）還要少。
作為特別活動中心下属的作戰部隊，特別行動組會執行許多涉及直接行動的任務，當中包括：突襲、埋伏、破壞和目標射殺等，還有非傳統作戰（例如訓練外國的叛亂勢力及軍事單位並領導他們作戰）。特別行動組還會進行特種偵察，這可以是由軍方和情報所帶動的，但若要在被拒絕的區域內行動的話就會由準軍事行動官來進行。此外，準軍事行動官也會負責培訓間諜，並以這種方式於世界各地進行秘密人力情報行動（HUMINT）。大部份特別行動組的幹員都是來自美軍特種作戰部隊（如：美國陸軍特種部隊、海軍三棲特戰隊、海軍陸戰隊突襲兵團、海軍陸戰隊武裝偵察連、三角洲部隊和海軍特種作戰開發組等）的現役或退役隊員，也有部份是來自中情局在海外招募的外國人。
政治行動組则主要從事可否認的心理作戰，也被稱為黑色宣傳，還有就是以「隱性影響」來實現針對任何政府在外交政策上的政治變革。在一場外國選舉當中進行隱蔽干預就是政治行動最顯著的形式。這當中可涉及的方式包括：向青睞的候選人提供資金援助，或透過媒體進行宣傳，以及為其在公眾關係上提供技術援助等透過直接行動來實行的手段。此外，為了向民眾灌輸對己方有利的信息，隱性宣傳也是常用的一種手段。宣傳內容會透過：傳單、報章、雜誌、書本、電台廣播和電視等媒體散播，而這一切都是為了向當地民眾傳達對美國有利的信息。基於科技突飛猛進，互聯網也成為了宣傳渠道之一。他們還可透過動員偽裝成記者、招募有影響力的特務、控制媒體平台，編造會引起公眾注意的故事和信息，甚至嘗試否認和詆毀一些被認為是公共知識的信息。在所有這些宣傳的手段當中，「黑色」行動意味著要令公眾對來源保持無知；「白色」行動為發起者向大眾公開自己的行為；而「灰色」行動則是公開部份來源。
政治行动组較为典型的行動例子有：在1948年—1960年代後期期間阻止義大利共產黨驘得選舉；在1953年推翻當時的伊朗政府，1954年推翻危地馬拉政府；在1957年為印尼的叛軍提供武裝；以及針對波蘭在1981年後實施的戒嚴向團結工聯提供資金援助。
特別活動部的存在於“全球反恐戰爭”後變得知名。在2001年秋季開始，特別活動部準軍事隊伍抵達阿富汗，其目的是要搜捕基地組織的領導人，並為美國陸軍特種部隊開路和帶領北方聯盟對付塔利班。他們也在2003年聯軍入侵伊拉克之前擊敗了位於伊拉克庫爾德斯坦境內的伊斯蘭輔助者勢力，並訓練、武裝和組織庫爾德族武裝人員打敗伊拉克北部的伊拉克陸軍。儘管特別活動中心是最機密的美國特戰單位，許多有關這個單位的書本都透過中情局準軍事行動官的泄密下出版了。大多數專家都認為特別活動中心是非正規作戰當中的一級部隊，不論那場作戰當中是否包含著在外國建立或打擊叛亂勢力。
中央情报局特別活動部與美國特種作戰司令部的合併促成了在阿富汗和伊拉克戰爭當中的巨大成功，當中包括對奧薩馬·本·拉登的獵殺行動。就如先前所述，特別行動組會招募、訓練和領導他們所在國家的武裝勢力作戰，而在他們行動之時就已證明美國政府已就援助當地叛亂勢力一事找出合理的理由作出否認（這也被稱為隱蔽行動）。與其他特戰單位不同的是，特別行動組的每一名幹員都同時具備著特種作戰和收集秘密情報的能力。他們都能夠在有限甚至是沒有援助的情況下於任何環境下行動（海洋、陸地、空中）。

## 人員招募及訓練
特別活動中心有數百名人員，當中曾為聯合特種作戰司令部所屬特種作戰部隊成員的佔了大多數，但中情局也會從內部招募人員。中情局對這些人員的官方名稱為“準軍事行動官”及“專業技能官”。在入伍前，準軍事行動官都需參與秘密行動處培訓（CST）計劃，從而令他們成為秘密情報官（在中情局內被稱為“核心收集者”）。特別行動組準軍事行動官的長處是他們能夠靈活地行動，而且有著較強的適應能力和否認能力。他們通常會以六人組成小隊行動（一些需要單獨行動的任務除外），這些人員均有著豐富的特種作戰經驗和一套其他單位所缺乏的專業技能。作為一名成熟的情報人員，準軍事行動官都具備著所有用作收集情報的秘密技巧，而最重要的是要從他們所在的國家，接受過他們訓練的部隊當中招募人才。這些人員通常會在敵後較偏遠的位置採取直接行動、反情報行動、游擊／非傳統作戰、反恐行動、人質救援任務，還有能夠通過人力情報的援助下進行間諜活動。
特別行動組主要由四個部份組成，分別為：空中分部、海上分部、地上分部，以及裝甲和特別課程分部。 其中裝甲和特別課程分部主要負責開發、測試、秘密採購裝甲車輛及招募新人，還有武器保養等。為了增加隱蔽性和可否認性，特別行動組及其海外受訓者所使用的武器都是透過秘密渠道取得。

## 历史

### 戰略情報局
二戰時期的戰略情報局（Office of Strategic Services，OSS）雖然嚴格來說是參謀長聯席會議下屬的軍事機構，但實際上它擁有相當大的自主權，並可直接與富蘭克林·D·羅斯福總統溝通。威廉·約瑟夫·多諾萬少將擔任戰略情報局局長。多諾萬曾是一名士兵，曾獲得一戰榮譽勳章。他也是一名律師，曾是羅斯福在哥倫比亞大學法學院的同班同學。與其繼任者中情局一樣，戰略情報局既包括人力情報，也包括特種作戰準軍事職能。其秘密情報部門負責間諜活動，而由美英法三國合作組成的傑德堡隊伍則是會組織遊擊隊的部隊的前身，例如美國陸軍特種部隊和中央情報局。而戰略情報局的作戰群規模則更大，是直接在敵後發起直接行動的美國部隊。即使在二戰期間，情報和特種作戰部隊不受嚴格軍事控制的理念也備受爭議。戰略情報局主要在歐洲戰區開展行動，他們也在一定程度上在中國、緬甸、印度戰區開展行動，儘管陸軍上將道格拉斯·麥克阿瑟極不願意讓任何戰略情報局人員進入他的行動區域。
1943—1945年間，戰略情報局在訓練中國和緬甸戰場的國民黨軍隊方面發揮了重要作用，並招募其他當地非正規部隊進行破壞活動，以及為在緬甸與日軍作戰的盟軍提供嚮導。戰略情報局也為軸心國佔領區的抵抗運動提供武器、訓練和補給，其中包括毛澤東領導的中國人民解放軍和法屬印度支那的越盟。戰略情報局的其他職能包括宣傳、間諜活動、顛覆活動和戰後規劃。
戰略情報局準軍事官曾空降到許多敵後國家，包括法國、挪威、希臘和荷蘭。在克里特島，戰略情報局準軍事官與希臘抵抗力量會師、提供裝備並肩作戰，以抵抗軸心國的佔領。
二戰結束後不久，戰略情報局遭到解散，其情報分析職能暫時被移交至美國國務院。間諜和反間諜活動劃歸軍事單位，而準軍事和其他秘密行動職能則劃歸1948年成立的政策協調辦公室。從1947年《國家安全法》最初設立中央情報局，到1952年經歷多次合併重組，戰時戰略情報局的職能基本上都集中在中央情報局。訓練和領導遊擊隊的任務最終劃歸美國陸軍特種部隊，但那些需要保持秘密的任務則由中央情報局的計劃（副）局及其繼任者作戰局執行。1962年，中情局的準軍事行動集中於特別行動部（Special Operations Division，SOD），即特別活動中心（SAC）的前身。戰略情報局特別行動部的直系後裔是中央情報局的特別活動部。

### 西藏

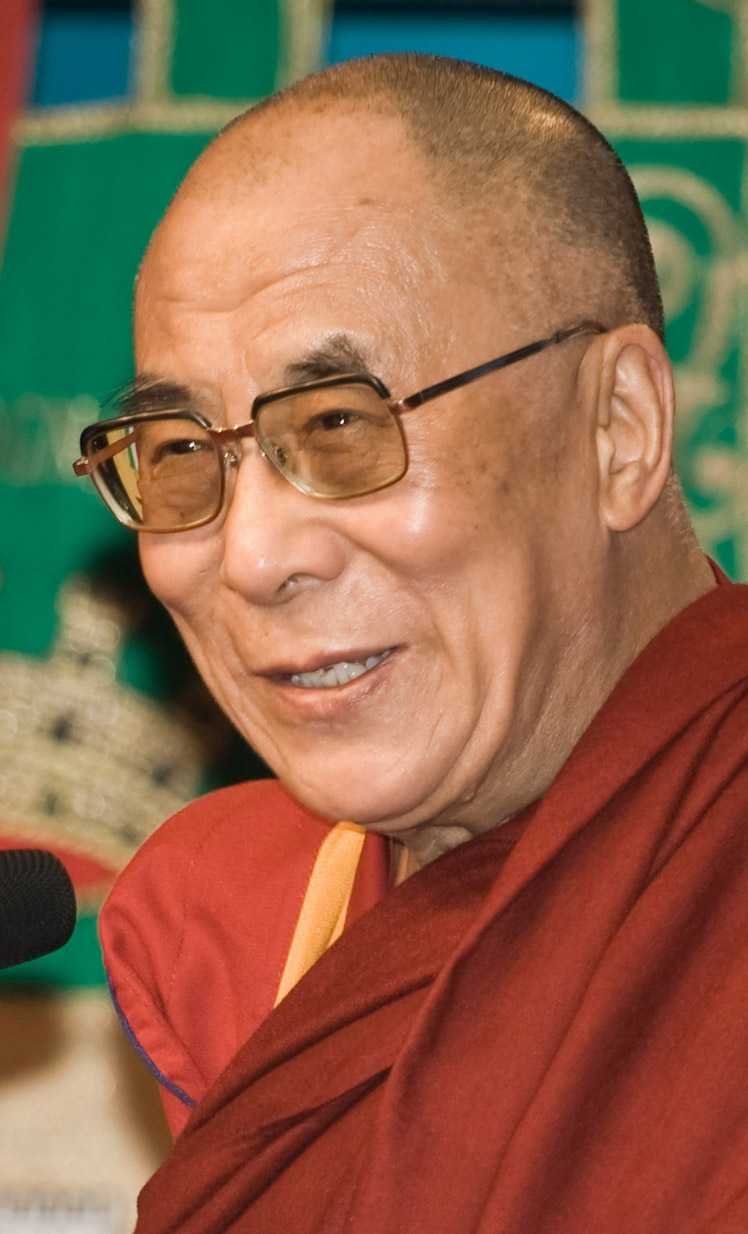
第十四世达赖喇嘛

1950年10月，中華人民共和國入侵西藏後，美国中央情报局特別活動部派員到西藏招募四水六岗卫藏志愿军，並將他們選中的人送到美国科罗拉多州的赫尔营军事基地進行秘密训练，再率領他們与中国人民解放军作战，同時擔任他們的軍事顧問。特別活動部的準軍事官亦幫助第十四世達賴喇嘛從西藏逃往印度。隨著在1972年，美國與中華人民共和國關係正常化後，美國政府停止了對西藏抵抗力量的軍事援助。

### 中国大陆
朝鲜战争期间，中情局对中国大陆展开情报行动——自由中国抵抗运动。1952年11月，中国人民解放军在吉林省安图县击落了一架侵入中国东北的中央情报局飞机，驾驶员诺曼·施瓦茨、领航员罗伯特·斯诺迪当场死亡。特別活動部特工理查德·费克图和约翰·T·唐尼被逮捕。他们是为将自由中国运动东北地区委员李军英带离，而飞行到此地的。理查德·费克图在中华人民共和国的监狱中坐了19年牢，于1971年被释放，约翰·T·唐尼在中华人民共和国坐了21年牢，于1973年3月被释放。

### 朝鮮半島
在韓戰期間，中央情報局贊助了一系列活動，其中包括在朝鮮戰線後方的海上作戰。龍島與釜山之間透過一條崎嶇的地峽相連，成為了這些行動的基地。這些任務由訓練有素的韓國籍遊擊隊戰士執行。負責這些特別任務的訓練和作戰規劃的四位主要美國顧問分別是：達奇·克萊默、湯姆·柯蒂斯、喬治·阿奇森和喬·帕格內拉。所有這些準軍事行動官都透過中情局一個名為「朝鮮聯合顧問委員會」（JACK）的掩護組織開展行動，該委員會的總部位於朝鮮半島東南沿海釜山附近的一個村莊——東萊。這些準軍事小隊負責在北韓戰線後方進行了多次海上襲擊和伏擊行動，以及戰俘營救行動。
這是首批訓練地方部隊作為代理人的海上非常規戰部隊。他們與其他由中情局資助的朝鮮地面準軍事行動一起為美軍和中情局／特別活動部在越南開展的軍事援助司令部-研究與觀察組（MACV-SOG）活動提供了樣板。此外，中情局的準軍事地面小組也直接為美軍指揮官，特別是第8軍，進行「白虎」行動。該行動包括在對北韓發動兩次重大兩棲攻擊（包括仁川登陸）之前派遣韓籍突擊隊和中央情報局準軍事行動官。

### 古巴

猪湾事件的地点

1960年，特別活動部开始在危地马拉招募逃亡的古巴人训练他们从事破坏行动技能，后来再训练他们在美国支持下进行大规模入侵。
1961年4月15日，美国B-26轰炸机以轰炸古巴机场作为准备。这些飞机被涂上古巴的标记来造成反政府起义的假象。5架美国飞机被古巴飞机击落。4月17日，约1500流亡古巴人在两名特別活動部官员格雷斯顿·林奇和威廉·罗伯逊的指挥下在猪湾登陆。美国海军提供补给支援。该入侵以失败告终。

### 越南／寮國
越南战争期间，特別活動部派出特工奔赴老挝去训练苗族武装，帮助他们和忠于老挝人民革命党的巴特寮作战。特別活動部在越南实施了凤凰行动，大肆捕杀越共人员。
特別活動部还和美国军方合作组建了美国军事援助越南司令部研究与观察团，该团负责在越南实施暗杀、破坏、侦察、人质营救等特种作戰。

### 針對蘇聯的海上作戰
1973年，特別活動部與中情局科技局建造並部署了一艘名為「格洛瑪探索者號」（USNS Glomar Explorer，T-AG-193）的大型深海打撈船，用於一項秘密行動。這項行動被稱為「亞速爾計劃」（Project Azorian，常被媒體誤稱為「珍妮佛計畫」）。該船的任務是打撈沉沒的蘇聯潛艇K-129，該潛艇於1968年4月失蹤。在打撈過程中，機械故障導致潛艇三分之二的部分斷裂，但特別活動部打撈到了兩枚核彈頭魚雷、密碼機和六名蘇聯潛艇員的屍體。另一種臆測是，“K-129號潛艇已全部被打撈上來，官方說法是「精心掩蓋」”。
此外，在1970年代，美國海軍、美國國家安全局（NSA）和特別活動部執行了「常春藤鐘聲行動」以及一系列其他任務，針對蘇聯水下通訊電纜進行竊聽。1998年出版的《盲人的虛張聲勢：美國潛艇間諜活動不為人知的故事》（Blind Man's Bluff: The Untold Story of American Submarine Espionage）一書對這些行動進行了詳細報道。1985年出版的《情報研究》（Studies in Intelligence）是中情局的內部期刊，外界很少有機會看到。中情局描述了1974年8月那次行動中「驚人的花費和不可思議的工程壯舉」。

### 阿富汗
1979年，苏联入侵阿富汗，特別活動部在1979年开始了“旋风行动”，透过巴基斯坦三军情报局作为中介向圣战者提供武器弹药及资金，其中包括了著名的FIM-92刺針導彈。
2001年9月11日，九一一恐怖袭击事件发生，9月26日，中央情报局特別活動部和反恐部门联合组织的一支代号为“碎石机”的小分队乘坐1架米-17直升机从乌兹别克斯坦境内的K2空军基地起飞抵达阿富汗潘杰希尔山谷。这只小分队的任务为：评估美国中央司令部潜在的空中打击目标、在阿富汗境内开展战斗搜索和救援活动、为空袭行动提供轰炸损坏效果评估。
特別活動部亦是在2001年阿富汗戰爭中最先抵達阿富汗的美國部隊。2001年9月26日，資深特工加里·施羅恩率領其餘6名特工組成了準軍事小隊前往阿富汗跟北方聯盟接觸，並成功說服他們與美國結盟，以對付塔利班。
特別活動部特工在2001年11月时得到了本·拉登藏身在阿富汗的托拉搏拉山区的情报，但是由于美军特种部队和阿富汗北方联盟部队发生了矛盾，暗杀本·拉登的计划无法得到执行。
2001年12月，特別活動部和陸軍三角洲部隊在阿富汗開伯爾山口附近的崎嶇山區追蹤到奧薩馬·本·拉登。 前中情局站長加里·伯恩森以及隨後的參議院調查聲稱，美國聯合特種作戰特遣部隊的人數遠遠少於基地組織部隊，而且上級指揮部拒絕增派美軍。特遣部隊也要求提供彈藥以封鎖本·拉登的出口，但該請求也遭到拒絕。特別活動部小組未能成功，「拉登和保鑣們毫無阻攔地離開了托拉博拉，消失在巴基斯坦不受管制的部落地區。」在本·拉登廢棄的營地，小組發現證據表明本·拉登的最終目的是在美國獲取並引爆核裝置。
2020年，美國與塔利班達成協議後，美軍將會逐步從阿富汗撤軍，訓練和支援阿富汗軍警及執行秘密作戰的任務也將交由特別活動中心主導。

### 伊朗
在1953年，特別活動部被奉命與英國秘密情報局合作策動政變推翻民選伊朗總理穆罕默德·摩薩台，並重新扶植沙阿穆罕默德·禮薩·巴列維上台。此次行動的代號為阿賈克斯行動。
特別行動組也在1980年參與了鷹爪行動，以圖解救被脅持在美國駐伊朗大使館的52名美國公民。但是次行動以失敗告終。

### 伊拉克
2003年的伊拉克战争爆发之前，特別活動部已经派出特工潜入伊拉克。他们在伊拉克北部的库尔德人控制区秘密活动，准备组织起一支游击队与美军呼应，同时寻找重要的目标给美军实施轰炸。
在2014年伊斯蘭國崛起後，美國政府開始積極地發起軍事行動打擊該組織，而特別行動組也參與其中。

### 敘利亞
2013年，特別行動組被派往敘利亞為當地反巴沙爾政權的叛軍提供武器和訓練，在伊斯蘭國崛起後他們也被奉命穿越伊拉克和敘利亞兩國打擊該組織。
2019年10月26日，特別活動中心獲得可靠線索，得知伊斯蘭國領袖阿布·貝克爾·巴格達迪藏身於敘利亞巴里沙某處，於是美國政府派遣三角洲部隊前往當地發起斬首行動，行動中擊斃多名伊斯蘭國武裝份子，目標人物巴格達迪隨後在被美軍勸降時引爆自殺式炸彈身亡。

### 也門
特別行動組曾數次出現在當地並尋找和跟蹤基地組織目標以讓美軍實施轟炸。

### 利比亞
在2011年利比亞內戰期間，特別行動組被派到當地以為當地反對派秘密地提供武器和支援。

### 巴基斯坦
911襲擊後，特別行動組活躍於巴基斯坦的領土中，並以基地組織成員為目標讓美軍實施轟炸。據稱他們也曾為巴基斯坦特種部隊提供訓練。
2011年5月1日，在中情局和美國海軍特種作戰開發組的合作下發起了海神之矛行動，最後成功擊斃基地組織領導人和911襲擊主謀奧薩馬·本·拉登。

### 索馬里
1992年，特別行動組被派到索馬里以為之後的入侵行動作準備。其中一名叫拉里·弗里德曼的特工在偵察任務中陣亡，成為美方於是次衝突中的最初犧性者。
踏入21世紀後，特別行動組也在索馬里與其他美軍特種部隊合作獵殺恐怖份子和訓練當地軍隊。

### 美國
1967年，特別活動部與安全辦公室合作，參與了中情局的國內間諜行動MERRIMACK計畫。特別活動部向安全辦公室報告了該項目的批准，並報告中情局在該地區擁有人員，可用於監視和滲透可能對中情局構成潛在威脅的華盛頓反戰團體。此外，特別活動部負責人也向安全研究處（SRS）提交了調查結果報告。中情局銷毀了許多與「MERRIMACK」計畫相關的文件，這是根據洛克菲勒委員會的建議銷毀的，而不是新的規定。

## 裝備和服裝
為了增加隱蔽性和可否認性，特別行動組的人員在敵後行動時通常不會穿著美軍的軍服，也很少會使用美軍的武器。他們會按照自己身處的地區和任務需求而去選擇對行動有利的服飾（一般會打扮成平民，如在阿富汗行動時會穿著當地流行的民族服裝）及武器（如在阿富汗、巴基斯坦和中東國家活動時會攜帶在當地流行的AK步槍）。不過亦可從一些流出的圖片發現他們在與其他特種部隊聯合作戰時會穿著迷彩服（較常見有沙漠虎紋迷彩服，此並非為美軍部隊現役的制式服飾）及使用M4卡賓槍等西方槍械。

### 個人武器

#### 手槍
| 武器名稱    | 原產地 | 備註 | 參考資料 |
| ----------- | ------ | ---- | -------- |
| FN Hi-Power | 比利时 | -    | -        |
| 克拉克19    | 奥地利 | -    | -        |

#### 突擊步槍
| 武器名稱 | 原產地                       | 備註                 | 參考資料      |
| -------- | ---------------------------- | -------------------- | ------------- |
| M4A1     | 美国                         | 可裝上M203榴彈發射器 | -             |
| HK416    | 德国                         | 可裝上M203榴彈發射器 | [ 27 ] [ 28 ] |
| LWRC M6  | 美国                         | -                    | -             |
| AK系列   | 苏联 · 中华人民共和国 · 东德 | -                    | -             |

#### 狙擊步槍
| 武器名稱     | 原產地 | 備註 | 參考資料 |
| ------------ | ------ | ---- | -------- |
| FN SCAR-H PR | 比利时 | -    | -        |

#### 機槍
| 武器名稱  | 原產地 | 備註 | 參考資料 |
| --------- | ------ | ---- | -------- |
| FN Minimi | 比利时 | -    | -        |
| M249 SAW  | 美国   | -    | -        |

### 個人裝備
- 作戰服
  -  沙漠虎紋迷彩（英语：Tigerstripe）服
  -  虎紋迷彩（英语：Tigerstripe）服
  -  陸軍作戰服（UCP樣式）
- 戰術頭盔
  -  MICH-2000
  -  Ops-Core FAST Ballistic／XP High Cut（卡其色塗裝）
- 抗噪耳機
  -  3M Peltor Comtac III
- 攜板背心
  -  Crye Precision AVS（Multicam樣式）
  -  Crye Precision JPC（卡其色、Multicam樣式）
- 夜視儀
  -  AN/PVS-15
  -  AN/PVS-21
- 無線電
- 手榴彈

## 相關的媒體作品

### 電影
- 《諜對諜》
- 《怒火邊界》

### 電視劇
- 《海豹突擊隊》

### 電子遊戲
- 《2》：於單人模式中“惡名昭彰連隊”被布萊德伍德將軍招募到特別活動部執行秘密任務。
- ：遊戲背景為1960年代的冷戰時期，在戰役模式中特別活動部所屬的特工被派往古巴、蘇聯、香港、越南和老撾等地執行秘密任務。聯機模式中以“Op 40”（僅限於以古巴為背景的地圖）和“Black Ops”的名義作為可玩陣營登場。
- 《II》：特別活動部在戰役模式的1980年代關卡中作為可玩陣營登場，其故事核心主要圍繞在前作隸屬該部隊的數名主要角色，他們被派往安哥拉、阿富汗、尼加拉瓜和巴拿馬等地執行秘密任務。
- ：單人模式中原隸屬DEVGRU的“牧師”和“老媽”在停職後被前三角洲部隊幹員，現中情局特工“髒人”招募到由特別活動部成員組成的“黑鳥特遣隊”執行追蹤PETN炸藥的秘密任務。聯機模式中以“OGA”（Other Government Agencies，即其他政府機關）的名義作為一支第一層級特種部隊登場。
- ：戰役模式中的其中一名主角，亞歷克為特別活動部所屬的特工。為了回收化學武器和抓捕恐怖份子，他被派到卡斯托維亞、烏茲克斯坦和格魯吉亞等地與美國海軍陸戰隊、特種空勤團和烏茲克斯坦解放軍合作。
- 《決勝時刻：黑色行動冷戰》：戰役模式中由羅修·阿德勒帶領的CIA準軍事小隊被奉命阻止蘇聯特工，柏修斯摧毀美國和西方世界的計劃。聯機模式中以中情局和聯合特種作戰司令部的“奧米加特遣隊”登場。
- 《地面分隊》（Ground Branch）

### 動畫
- 《軍火女王》：反派角色之一的海克絲為美國陸軍特種部隊出身的CIA特工，由其率領著屬下的一群“志同道合”的準軍事官以激進的方式在世界各地打擊恐怖主義及捍衛國家利益。
- 《GATE 奇幻自衛隊》：為了把來自“門”另一側的來賓帶到美國，美國總統派遣了一支準軍事小隊潛入日本境內執行非法任務，但在行動期間隊員們首先遭到了特殊作戰群狙擊手的狙擊，傷亡慘重。然後，剩餘的準軍事官遇上為相同目的而來的中國及俄羅斯武裝特工，三方隨即展開混戰，最後在蘿莉·麥丘利介入混戰下，所有在場的武裝特工皆陣亡。